# Kurt Vonnegut
Kurt Vonnegut Jr. (Indianapolis, 11 novembre 1922 – New York, 11 aprile 2007) è stato uno scrittore statunitense.
Dopo le prime opere di genere fantascientifico, la sua produzione letteraria si è andata caratterizzando per un'originale mescolanza di elementi fantastici, satira politica, sociale e di costume, humor nero ed espressione di valori umanistici.

## Biografia

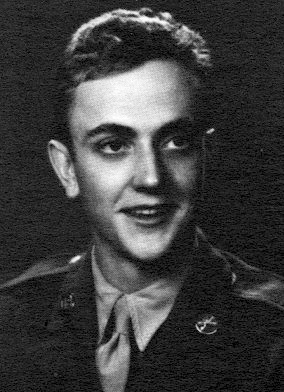
Kurt Vonnegut durante il servizio militare, nei primi anni quaranta

Di origini tedesche (il bisnonno emigrò negli Stati Uniti nel 1848), nacque da Kurt Vonnegut ed Edith Lieber a Indianapolis (Indiana), città in cui sono ambientate molte delle sue storie. Dal 1941 al 1943 frequentò la facoltà di biochimica all'Università Cornell, ad Ithaca (New York), lasciandola nel 1943 per prendere parte volontariamente all'esercito alleato (nel ruolo di fante esploratore) durante la seconda guerra mondiale.
Nel 1944 venne fatto prigioniero durante l'Offensiva delle Ardenne e successivamente trasferito in Germania, nella città di Dresda. Qui assistette in prima persona al terribile bombardamento alleato che nel febbraio del 1945 rase al suolo la città e causò tra le 25 000 e le 35-40 000 vittime civili (Vonnegut si salvò poiché rinchiuso in una grotta ricavata sotto il mattatoio della città normalmente utilizzata per l'immagazzinamento della carne). Questo episodio traumatizzante, anni dopo, verrà ripercorso in chiave solo parzialmente fantascientifica nel suo romanzo più famoso, Mattatoio n. 5 o La Crociata dei Bambini.
Dopo la guerra, di ritorno negli Stati Uniti, sposò l'ex compagna universitaria Jane Marie Cox, e successivamente si trasferì a Chicago, nel ghetto nero. A Chicago riprese gli studi iscrivendosi alla facoltà di antropologia. Nel frattempo, iniziò a lavorare come cronista presso il City News Bureau of Chicago. Dopo il rifiuto da parte del collegio docente della sua tesi (questo episodio è raccontato in un capitolo di Divina idiozia), si trasferì a Schenectady, trovando impiego come pubblicitario presso la General Electric. Nel 1951 decise di abbandonare il lavoro per dedicarsi totalmente alla scrittura, trasferendosi nella città di Barnstable a Cape Cod (Massachusetts) e guadagnandosi da vivere scrivendo racconti, sia di fantascienza che di altri generi (per esempio, racconti d'amore come Long Walk to Forever).
Il suo primo romanzo fu Piano meccanico (Player Piano), pubblicato nel 1952, un'opera fantascientifica che descrive l'anti-utopia di un'America diventata succube della tecnologia. Nel frattempo, Vonnegut trovò impiego presso una scuola per ragazzi con disturbi emozionali. Alla morte della sorella ne adottò i tre figli rimasti orfani.
Nel 1959 pubblicò un nuovo romanzo di fantascienza, Le sirene di Titano, in cui appaiono per la prima volta gli abitanti del pianeta Tralfamadore, che diverranno presenze ricorrenti delle opere successive. Le Sirene di Titano e il successivo Ghiaccio-nove (1963) sono entrambi romanzi di fantascienza, ma rispetto al romanzo d'esordio i contenuti fantascientifici hanno un ruolo minore, fungendo essenzialmente da sfondo per trattare temi di altro genere. Le Sirene di Titano, in particolare, è essenzialmente un libro sulle credenze religiose; Ghiaccio-nove valse a Vonnegut nel 1971 la laurea per il contributo al campo dell'antropologia.

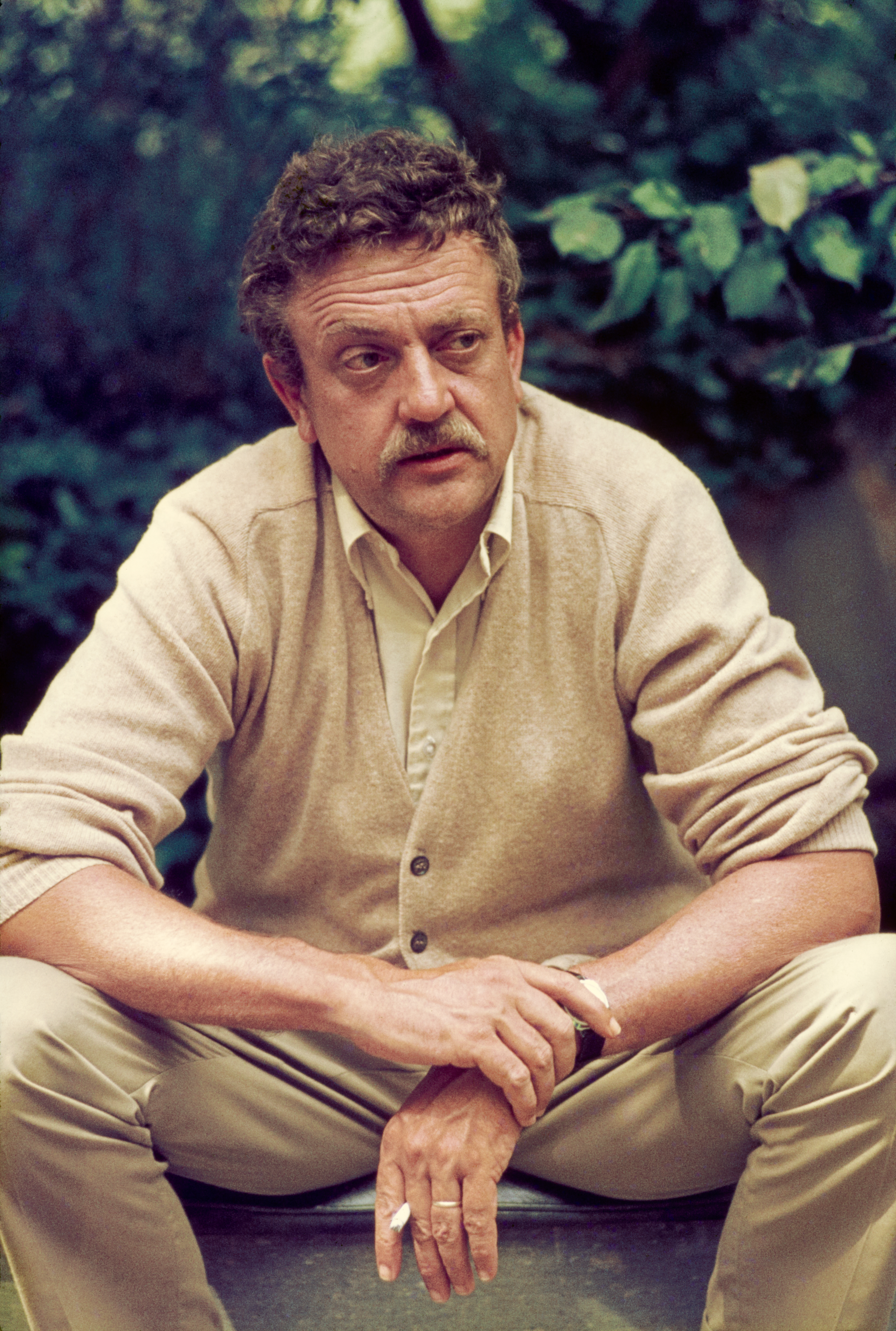
Kurt Vonnegut nel 1965, fotografato da Bernard Gotfryd

Fra la metà degli anni sessanta e gli anni settanta Vonnegut pubblicò una serie di romanzi che vengono generalmente considerati il suo apice e che ebbero grandissimo successo di pubblico e di critica; il più celebre è certamente Mattatoio n. 5 (1969), opera largamente autobiografica in cui Vonnegut affronta lo spettro del suo ricordo del terribile bombardamento di Dresda. Di questo libro venne anche realizzata una trasposizione cinematografica nel 1972. Fra le altre opere di quest'epoca si possono ricordare Dio la benedica, Mr. Rosewater (1965), La colazione dei campioni (1973), un altro libro in seguito trasposto sul grande schermo, Un pezzo da galera e Comica finale ovvero Non più soli (da cui è tratto il film Comiche dell'altro mondo). Con questa serie di romanzi Vonnegut abbandonò il genere fantascientifico, cui era molto legato, salvo poi tornarvi di quando in quando, per esempio con Galapagos del 1985 e Cronosisma del 1997. Il rapporto fra Vonnegut e la fantascienza è oggetto di una celebre citazione tratta da un suo romanzo, con cui Vonnegut si rivolge agli scrittori di questo genere:
(Da Dio la benedica, signor Rosewater o Le perle ai porci (1965))
Nel 1971, separatosi dalla prima moglie, Vonnegut si trasferì nella città di New York. Nel 1972 divenne vicepresidente del PEN (un club di scrittori e poeti) e prese a insegnare scrittura creativa all'Università di Harvard. Nel film del 1986 A scuola con papà fa un cameo nel ruolo di se stesso. Nel 1979 si sposò di nuovo, questa volta con la fotografa Jill Krementz, dalla quale si separò nel 1991. Nel 1992 venne nominato membro dell'American Academy and Institute of Arts and Letters; fu inoltre nominato "Artista dello Stato di New York" per l'anno 2001-2002. In quegli anni manifestò il suo ateismo, confermando le voci che erano circolate in tal senso. Tra le altre cose, Vonnegut è stato a lungo pompiere volontario e presidente della American Humanist Association (Associazione degli Umanisti Americani). L'asteroide 25399 Vonnegut è stato così denominato in suo onore.
Morì il 10 aprile 2007 a seguito dei traumi cerebrali riportati in un incidente domestico avvenuto nella sua casa di New York. Nel novembre 2010 la città natale di Vonnegut, Indianapolis, gli ha dedicato una biblioteca, la Kurt Vonnegut Memorial Library (KVML), che conserva anche oggetti appartenuti allo scrittore.

## Lo stile

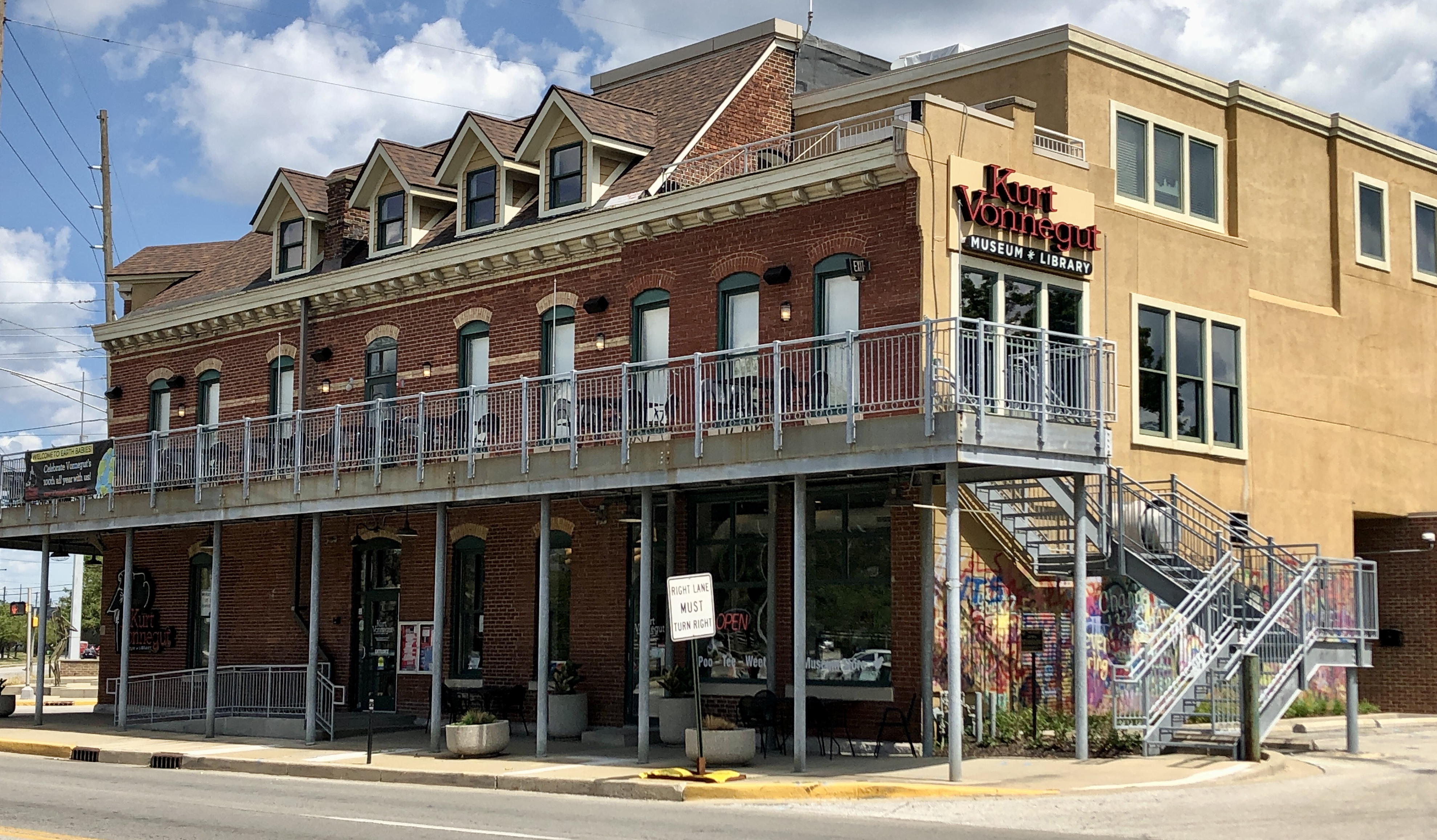
Il Kurt Vonnegut Museum and Library ad Indianapolis.

L'opera di Vonnegut è caratterizzata da una prosa piuttosto semplice, diretta, che proprio nella immediatezza trova i più efficaci spunti sia sentimentali che umoristici. Vonnegut è stato spesso paragonato a Mark Twain, ed egli stesso ha più volte dichiarato la propria smisurata ammirazione per lo stile e l'opera di Twain. Anche la narrazione fantascientifica di Vonnegut non ha nulla a che vedere con il sense of wonder; alieni, invenzioni e paradossi fisici servono semplicemente da pretesto per osservare l'umanità dei personaggi da angoli inconsueti, soprattutto allo scopo di aggirare ogni pregiudizio e tornare in questo modo all'essenza delle cose, con una semplicità che è al tempo stesso la più feroce delle satire. Paradigmatico in questo senso è La colazione dei campioni, in cui la voce narrante sembra rivolgersi a un alieno o a un ascoltatore del lontano futuro, a cui occorre spiegare ogni cosa, persino cosa sia un hamburger; e per l'occasione, in onore di correttezza e semplicità, i coloni americani diventano "pirati venuti dal mare" e la piramide mozza rappresentata sui dollari, di cui neppure il presidente conosce il significato, serve a dire ai cittadini: "nel nonsense è la nostra forza".
Uno dei personaggi più celebri dei romanzi di Vonnegut è Kilgore Trout, uno scrittore di fantascienza "trash" che pubblica i suoi racconti su riviste pornografiche. Nel prologo di Cronosisma, suo ultimo romanzo, Vonnegut definisce esplicitamente Trout come suo alter ego. Nel 1974 venne pubblicato un romanzo dal titolo Venere sulla conchiglia, firmato da Kilgore Trout, in realtà opera di Philip José Farmer.
Il critico Daniele Brolli ha scritto: "In un paese civile Madre notte di Kurt Vonnegut dovrebbe essere diffuso nelle scuole al pari di Se questo è un uomo di Primo Levi. Le osservazioni sulla vita mascherate da filosofia spicciola concentrate nei romanzi di Vonnegut sono una forma di sapienza naturale che una volta tanto nega che tutto debba risalire ad un'ancestralità sorda e bestiale [...] Solo James Thurber e Salinger possono vantare la stessa leggerezza nel parlare delle cose del mondo senza emettere giudizi" (Segrete identità, Baldini & Castoldi, 1996, p. 222).
Oltre ai romanzi, Vonnegut ha lasciato anche racconti, tra i quali vanno ricordati Report on the Barnhouse Effect (1950), EPICAC (1950), All the King's Horses (1951), Unready to Wear (1953), Tomorrow and Tomorrow and Tomorrow (1954), Deer in the Works (1955), Miss Temptation (1956), Harrison Bergeron (1961, dal quale sono state tratte diverse pellicole), 2BR02B (1962), Welcome to the Monkey House (1968), The Big Space Fuck (1972), Fortitude (1974), o While Mortals Sleep (postumo, 2011).
Tra i saggi, Science Fiction (1965), Good Missiles, Good Manners, Good Night (1969), Thinking Unthinkable, Speaking Unspeakable (1973), A Dream of the Future (Not Excluding Lobsters) (1985) o Who in America is Truly Happy?.
È stato anche autore di qualche opera teatrale, come The Very First Christmas Morning (1962) e Buon compleanno Wanda June (1970) (poi diventato film con la regia di Mark Robson). Nel 1996 anche Madre notte è diventato un film per la regia di Keith Gordon (titolo italiano: Confessione finale).

## Opere
(elenco parziale)

### Romanzi
- Piano meccanico (Player Piano, 1952) (SE, 1992 - Feltrinelli, 2004)
(precedentemente tradotto come La società della camicia stregata, La Tribuna, 1966 o Distruggete le macchine, Nord, 1979)
- Le sirene di Titano (The Sirens of Titan, 1959) (La Tribuna, 1965 - Nord, 1981 - Elèuthera, 1993 - Feltrinelli, 2006)
- Madre notte (Mother Night, 1961) (Rizzoli, 1968 - SE, 1993 - Bompiani, 2000 - Feltrinelli, 2007)
- Ghiaccio-nove (Cat's Cradle, 1963) (Rizzoli, 1966 - Mondadori, 2000 - Feltrinelli, 2003)
- Dio la benedica, Mr. Rosewater o Perle ai porci (God Bless You, Mr. Rosewater or Pearls Before Swine, 1965) (Mondadori, 1973 - Elèuthera, 1991 - Feltrinelli, 2005)
- Mattatoio n. 5 o La crociata dei bambini (Slaughterhouse-Five or The Children's Crusade, 1969) (Mondadori, 1970 - Feltrinelli, 2003)
- La colazione dei campioni o Addio, triste lunedì! (Breakfast of Champions or Goodbye Blue Monday!, 1973) (Rizzoli, 1974 - Elèuthera, 1992 - Feltrinelli, 2005)
- Comica finale ovvero Non più soli (Slapstick or Lonesome No More, 1976) (Elèuthera, 1990)
- Un pezzo da galera (Jailbird, 1979) (Rizzoli, 1981 - Feltrinelli 2004)
- Il Grande Tiratore (Deadeye Dick, 1982) (Bompiani, 1984)
- Galapagos (Galápagos: A Novel, 1985) (Bompiani, 1990)
- Barbablù (Bluebeard, the Autobiography of Rabo Karabekian (1916-1988), 1987) (Bompiani, 1992 - Feltrinelli, 2007)
- Hocus Pocus (Hocus Pocus, 1990) (Bompiani, 1991)
- Cronosisma (Timequake, 1997) (Bompiani, 1998 - minimum fax, 2016)

### Raccolte di racconti
- Benvenuta nella gabbia delle scimmie (Welcome to the Monkey House, 1968) (SE, 1991)
- Dio la benedica, dottor Kevorkian (God Bless You, Dr, Kevorkian, 1999) (Elèuthera, 2000)
- Ricordando l'Apocalisse e altri scritti nuovi e inediti sulla guerra e sulla pace (Armageddon in retrospect and other new and unpublished writings on war and peace, 2008, postumo) (Feltrinelli, 2008)
- Baci da 100 dollari (While Mortals Sleep, 25/01/2011, postumo) (ISBN Edizioni, 10 novembre 2011)
- Guarda l'uccellino (Look at the birdie, 2009, postumo) (Feltrinelli, 19 settembre 2012)
- Sole luna stella (Sun moon star, 1980) illustrato da Ivan Chermayeff (Topipittori, 2016)
- Kurt Vonnegut. Tutti i racconti (Kurt Vonnegut. Complete Stories, 2017) (Bompiani, postumo, 2019)

### Raccolte di saggi
- Divina idiozia: come guardare al mondo contemporaneo (Wampeters, Foma & Granfalloons (opinions), 1974) (E/O, 2000)
- Destini peggiori della morte: un collage autobiografico (Fates Worse than Death: an Autobiographical Collage, 1990) (Bompiani, 2003)
- Un uomo senza patria (A Man Without a Country: a Memoir of Life in George W. Bush's America, 2005) (Minimum fax, 2006)
- Quando siete felici, fateci caso (If This Isn't Nice, What Is?: Advice to the Young, 2013) traduzione di Martina Testa e Assunta Martinese, (Minimum fax, 2015)
- Tieniti stretto il cappello. Potremmo arrivare molto lontano (Bompiani, 2021)

### Teatro
- Buon compleanno Wanda June (Happy Birthday, Wanda June, 1970) (Editrice A coop. sezione Elèuthera, 1995)

### Altro
- Vonnegut fu fra i compilatori del dizionario satirico Futuro dizionario d'America.